# Peronosporaceae
Famille
La famille des Peronosporaceae est une famille de champignon de la classe des Oomycota.

## Liste des genres
Selon Catalogue of Life (28 octobre 2014) :
- genre Basidiophora
- genre Benua
- genre Bremia
- genre Dicksonomyces
- genre Eraphthora
- genre Graminivora
- genre Halophytophthora
- genre Hyaloperonospora
- genre Novotelnova
- genre Paraperonospora
- genre Perofascia
- genre Peronosclerospora
- genre Peronospora
- genre Phytophthora
- genre Plasmopara
- genre Plasmoverna
- genre Poakatesthia
- genre Protobremia
- genre Pseudoperonospora
- genre Sclerophthora
- genre Sclerospora
- genre Viennotia

Selon ITIS (8 nov. 2011) :
- genre Basidiophora Roze & Cornu, 1869
- genre Peronospora Corda, 1837
- genre Plasmopora Schroeter, 1886
- genre Sclerospora

## Liste des genres, espèces, formes et non-classés
Selon NCBI (28 octobre 2014) :
- genre Basidiophora
  - Basidiophora entospora
- genre Benua
  - Benua kellermanii
- genre Bremia
  - Bremia centaureae
  - Bremia cirsii
  - Bremia lactucae
  - Bremia lapsanae
  - Bremia microspora
  - Bremia ovata
  - Bremia saussureae
  - Bremia sonchicola
  - Bremia taraxaci
  - Bremia tulasnei
- genre Erapthora
  - Eraphthora butleri
- genre Graminivora
  - Graminivora graminicola
- genre Hyaloperonospora
  - Hyaloperonospora arabidis-alpinae
  - Hyaloperonospora arabidopsidis
    - non-classé Hyaloperonospora arabidopsidis Emoy2

  - Hyaloperonospora barbareae
  - Hyaloperonospora berteroae
  - Hyaloperonospora brassicae
  - Hyaloperonospora camelinae
  - Hyaloperonospora cardamines-enneaphyllos
  - Hyaloperonospora cardamines-laciniatae
  - Hyaloperonospora cardaminopsidis
  - Hyaloperonospora cheiranthi
  - Hyaloperonospora cochleariae
  - Hyaloperonospora dentariae
  - Hyaloperonospora dentariae-macrophyllae
  - Hyaloperonospora erophilae
  - Hyaloperonospora galligena
  - Hyaloperonospora hesperidis
  - Hyaloperonospora isatidis
  - Hyaloperonospora lobulariae
  - Hyaloperonospora lunariae
  - Hyaloperonospora malyi
  - Hyaloperonospora nasturtii-aquatici
  - Hyaloperonospora nesliae
  - Hyaloperonospora niessleana
  - non-classé Hyaloperonospora parasitica sensu lato
    - Hyaloperonospora parasitica
      - forme Hyaloperonospora parasitica f. brassicae
      - forme Hyaloperonospora parasitica f. raphani

    - Peronospora crispula
    - Peronospora diplotaxidis
    - Peronospora iberidis
    - Peronospora lepidii-sativi
    - Peronospora sisymbrii-officinalis

  - Hyaloperonospora praecox
  - Hyaloperonospora rorippae-islandicae
  - Hyaloperonospora sisymbrii-loeselii
  - Hyaloperonospora sisymbrii-sophiae
  - Hyaloperonospora teesdaliae
  - Hyaloperonospora thlaspeos-arvensis
  - Hyaloperonospora thlaspeos-perfoliati
  - Hyaloperonospora tribulina
- genre Novotelnova
  - Novotelnova scorzonerae
- genre Paraperonospora
  - Paraperonospora leptosperma
  - Paraperonospora minor
  - Paraperonospora tanaceti
- genre Perofascia
  - Perofascia lepidii
- genre Peronosclerospora
  - Peronosclerospora eriochloae
  - Peronosclerospora heteropogonis
  - Peronosclerospora maydis
  - Peronosclerospora miscanthi
  - Peronosclerospora noblei
  - Peronosclerospora philippinensis
  - Peronosclerospora sacchari
  - Peronosclerospora sorghi
- genre Peronospora
  - Peronospora aestivalis
  - Peronospora agrestis
  - Peronospora alchemillae
  - Peronospora alpicola
  - Peronospora alsinearum
  - Peronospora alta
  - Peronospora aparines
  - Peronospora aquatica
  - Peronospora arborescens
  - Peronospora arenariae
  - Peronospora argemones
  - Peronospora arthurii
  - Peronospora arvensis
  - Peronospora asperuginis
  - Peronospora astragalina
  - Peronospora belbahrii
  - Peronospora boni-henrici
  - Peronospora bulbocapni
  - Peronospora calotheca
  - Peronospora campestris
  - Peronospora chenopodii-polyspermi
  - Peronospora chrysosplenii
  - Peronospora claytoniae
  - Peronospora conglomerata
  - Peronospora coronillae
  - Peronospora corydalis
  - Peronospora cristata
  - Peronospora destructor
  - Peronospora dianthicola
  - Peronospora dicentrae
  - Peronospora digitalis
  - Peronospora drabae
  - Peronospora effusa
  - Peronospora elsholtziae
  - Peronospora ervi
  - Peronospora esulae
  - Peronospora farinosa
    - forme Peronospora farinosa f. sp. betae
    - forme Peronospora farinosa f. sp. chenopodii
    - forme Peronospora farinosa f. sp. spinaciae

  - Peronospora ficariae
  - Peronospora flava
  - Peronospora fulva
  - Peronospora grisea
  - Peronospora hiemalis
  - Peronospora holostei
  - Peronospora illyrica
  - Peronospora jagei
  - Peronospora knautiae
  - Peronospora kochiae-scopariae
  - Peronospora lamii
  - Peronospora lathyri-verni
  - Peronospora lathyrina
  - Peronospora lotorum
  - Peronospora manshurica
  - Peronospora mayorii
  - Peronospora meconopsidis
  - Peronospora medicaginis-minimae
  - Peronospora medicaginis-orbicularis
  - Peronospora meliloti
  - Peronospora myosotidis
  - Peronospora narbonensis
  - Peronospora norvegica
  - Peronospora obovata
  - Peronospora ornithopi
  - Peronospora orobi
  - Peronospora parva
  - Peronospora paula
  - Peronospora perillae
  - Peronospora plantaginis
  - Peronospora polygoni
  - Peronospora potentillae
  - Peronospora potentillae-sterilis
  - Peronospora pulveracea
  - Peronospora radii
  - Peronospora ranunculi
  - Peronospora romanica
  - Peronospora rumicis
  - Peronospora sanguisorbae
  - Peronospora saturejae-hortensis
  - Peronospora schachtii
  - Peronospora sepium
  - Peronospora sherardiae
  - Peronospora silvatica
  - Peronospora silvestris
  - Peronospora sordida
  - Peronospora sparsa
  - Peronospora stigmaticola
  - Peronospora swinglei
  - Peronospora tabacina
  - Peronospora tetragonolobi
  - Peronospora tranzscheliana
  - Peronospora trifolii-alpestris
  - Peronospora trifolii-arvensis
  - Peronospora trifolii-hybridi
  - Peronospora trifolii-minoris
  - Peronospora trifolii-repentis
  - Peronospora trifoliorum
    - forme Peronospora trifoliorum f. trifolii-pratensis

  - Peronospora trigonellae
  - Peronospora trigonotidis
  - Peronospora trivialis
  - Peronospora valerianellae
  - Peronospora variabilis
  - Peronospora verbenae
  - Peronospora verna
  - Peronospora viciae
    - forme Peronospora viciae f. sp. pisi

  - Peronospora violacea
  - Peronospora violae
- genre Plasmopara
  - Plasmopara angelicae
  - Plasmopara angustiterminalis
  - Plasmopara baudysii
  - Plasmopara chaerophylli
  - Plasmopara constantinescui
  - Plasmopara densa
  - Plasmopara epilobii
  - Plasmopara euphrasiae
  - Plasmopara geranii
  - Plasmopara geranii-sylvatici
  - Plasmopara halstedii
  - Plasmopara invertifolia
  - Plasmopara laserpitii
  - Plasmopara megasperma
  - Plasmopara mei-foeniculi
  - Plasmopara muralis
  - Plasmopara nivea
  - Plasmopara obducens
  - Plasmopara pastinacae
  - Plasmopara penniseti
  - Plasmopara peucedani
  - Plasmopara pimpinellae
  - Plasmopara praetermissa
  - Plasmopara pusilla
  - Plasmopara siegesbeckiae
  - Plasmopara sii
  - Plasmopara skvortzovii
  - Plasmopara solidaginis
  - Plasmopara viticola
  - Plasmopara wildemaniana
  - Plasmopara wilsonii
- genre Plasmoverna
  - Plasmoverna anemones-ranunculoides
  - Plasmoverna isopyrithalictroides
  - Plasmoverna pygmaea
- genre Protobremia
  - Protobremia sphaerosperma
- genre Pseudoperonospora
  - Pseudoperonospora cannabina
  - Pseudoperonospora celtidis
  - Pseudoperonospora cubensis
  - Pseudoperonospora humuli
  - Pseudoperonospora urticae
- genre Sclerophthora
  - Sclerophthora macrospora
- genre Sclerospora
  - Sclerospora graminicola
- genre Viennotia
  - Viennotia oplismeni